# Sagaie (1902)
Sagaie – francuski niszczyciel z początku XX wieku typu Arquebuse. Nazwa oznacza assegai, włócznia.
Podczas I wojny światowej służył na kanale La Manche (m.in. z "Javeline", "Epieu, "Harpon"). Został skreślony z listy floty 1 października 1920 roku i sprzedany na złom 12 kwietnia 1921.